# Charles-Henri Brasier
Pour les articles homonymes, voir Brasier.
Charles-Henri Brasier né le 9 mars 1864 à Ivry-la-Bataille dans l’Eure et mort le 8 novembre 1941 à Paris, est un industriel français, cofondateur en 1897 de l'entreprise automobile Richard-Brasier, avec Georges Richard. 

## Biographie

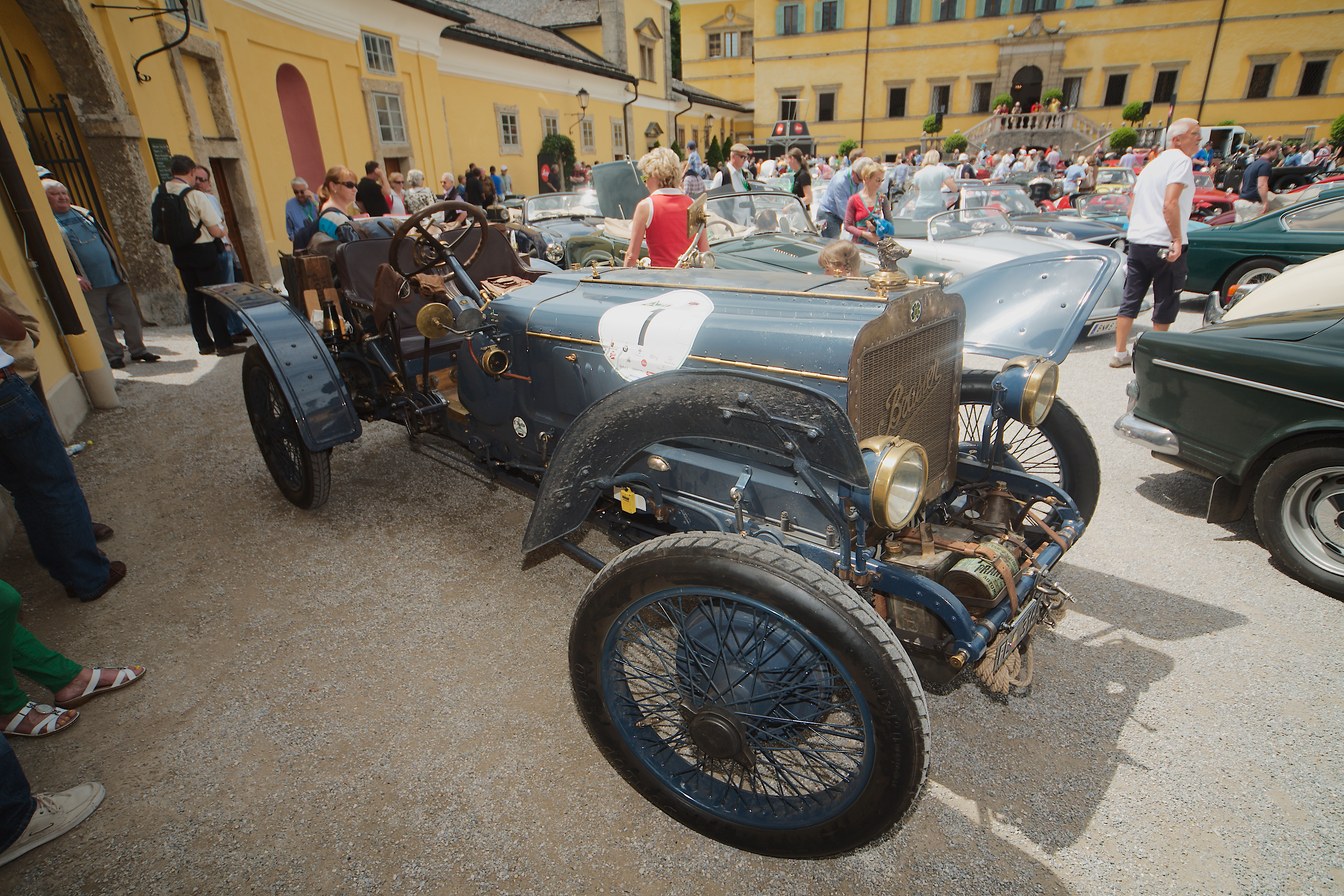
Brasier 9.5 l GP de 1908.

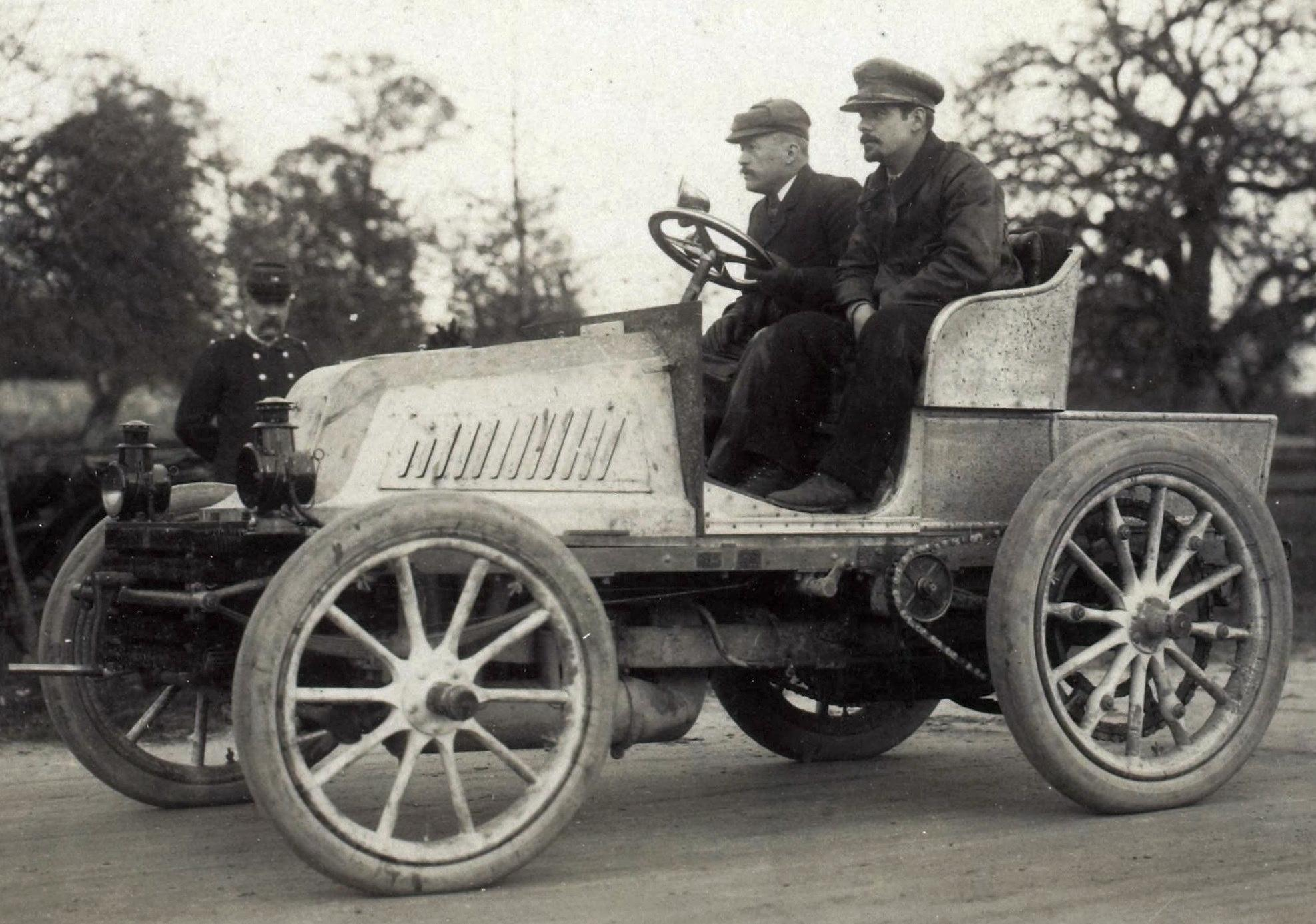
Charles-Henri Brasier, ici sur Mors à la côte de Sainte-Barbe (Gaillon, 11 septembre 1900).

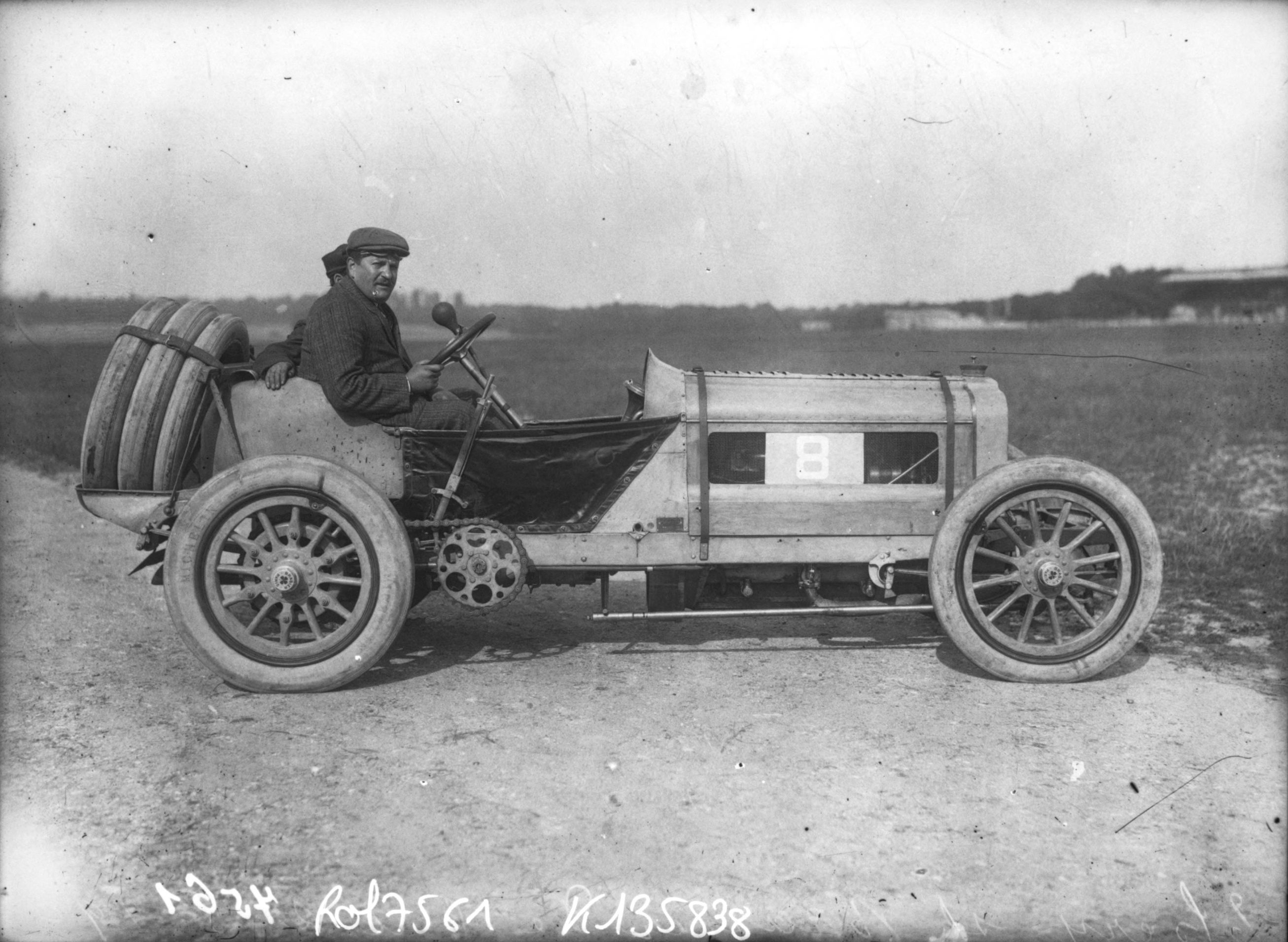
La Brasier GP de Léon Théry, au Grand Prix de France 1908 à Dieppe.

En 1880, il entre à l'École des Arts et Métiers de Châlons. Six ans plus tard il est dessinateur chez Mors, de façon stable jusqu'en 1901, permettant à la marque de remporter de nombreuses courses automobiles. En 1903 son associé d'alors Richard se blesse grièvement à la jambe durant le Paris-Madrid en percutant un arbre, et leur pilote Fernand Gabriel remporte l'épreuve, puis Léon Théry s'impose dans la Coupe Bennett en 1904 (en Allemagne) et 1905 (en France).
En 1904, Brasier est nommé administrateur et dirigeant de la marque Richard-Brasier, en lieu et place de Richard. L'entreprise devient Le Trèfle à 4 Feuilles, puis quelques semaines plus tard la Société des Automobiles Brasier.
En courses de côte, les voitures remportent la celle du Mont Ventoux en 1903 (Jean Danjean sur 40HP), puis en 1904 celles de Kettleby Hill à Notts (T.R. Brooks), de Commonwealth Hill à Boston (Horace B. Hills), encore coup sur coup deux nouveaux succès grâce à Paul Bablot au Mont Ventoux en 1908 et 1909 (avec une 120HP), ainsi que deux autres à celle de Gaillon durant la même période (en 120 HP), W.H. Thompson clôturant cette série de succès par la côte de Beaulieu -Hampshire AC- sur 30/40 HP, en juin 1909.
À la suite du départ plutôt mouvementé de Richard, Brasier n'est plus en mesure de maintenir le niveau des ventes atteint, et sa marque fera faillite (en 1924, alors qu'un "Prix d'Endurance" acquis au Mans en 1923 lors de la première édition des 24 Heures récompense la marque), ce malgré la sortie de la petite voiture Brasier entre 1909 et 1911, un modèle plus modeste en puissance qu'à l'accoutumée, le fils de Brasier étant décédé quelques mois avant la mise sur le marché. De 1926 à 1928, la nouvelle société automobile Chaigneau-Brasier ne vendra que des modèles plutôt mal adaptés à leur temps, avant de disparaitre à son tour rachetée par Delahaye. Les affaires de Richard quant à elles perdurent encore de nos jours, sous le nom d'Iveco (après avoir été Unic).

## Distinctions
- Prix à un concours de l'Exposition Universelle de 1889, pour la construction d'un tricycle à vapeur
- Chevalier de la Légion d'honneur en 1904, des mains d'Émile Loubet, au salon de l'automobile[3].

## Remarque
- En 1901, Brasier termine quatrième du Paris-Berlin, sur une Mors[4].
- En 1904, Brasier remporte à Solent (Angleterre) le deuxième Trophée Harmsworth (en) avec le Trefle-à-Quatre (le Trèfle à quatre feuilles étant l'emblème de sa marque mais aussi ultérieurement celui d'Alfa Romeo pour ses voitures sportives en 1923 avec le quadrifoglio), un bateau acheté par Émile Thubron.

## Notes et références

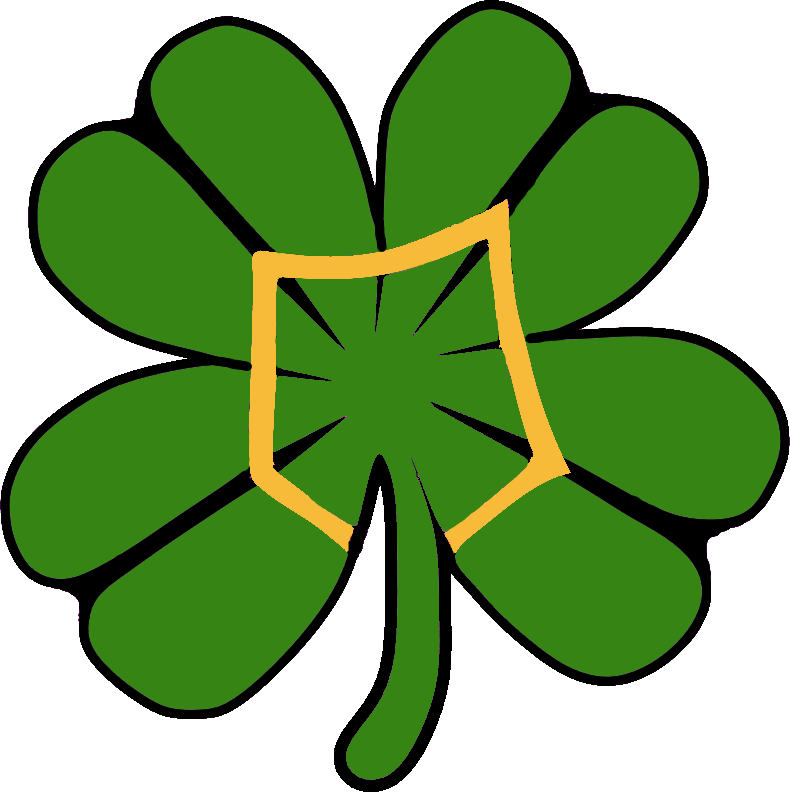
Le logo de Brasier.

## Liens externes

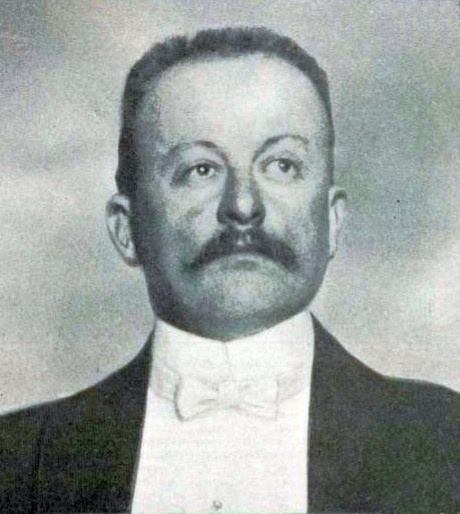
Brasier en 1905.